# Honda Benly-serie
De Honda Benly-serie is een serie lichte motorfietsen die Honda in de jaren vijftig en -zestig produceerde.

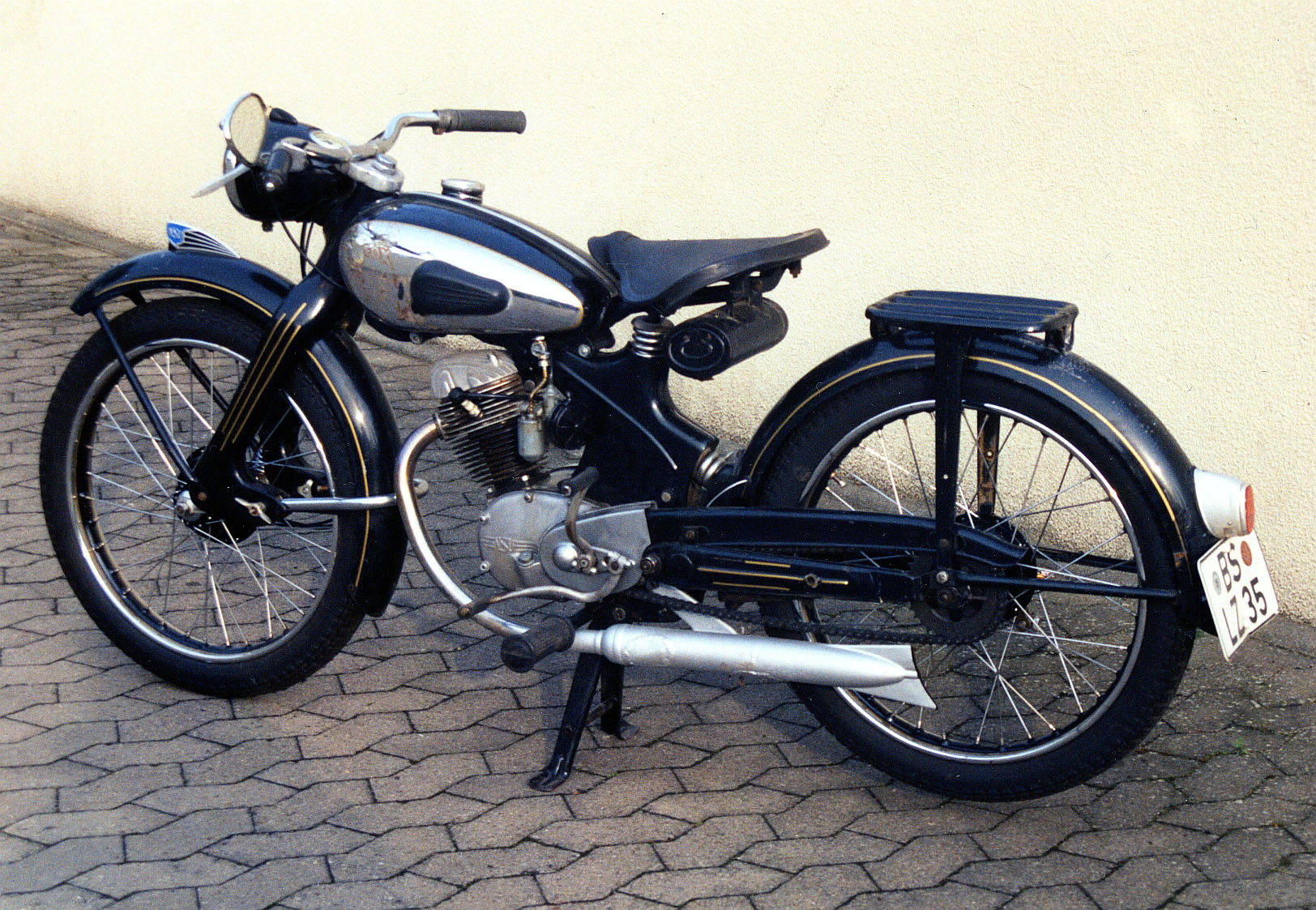
De NSU Fox stond model voor de Honda Benly J

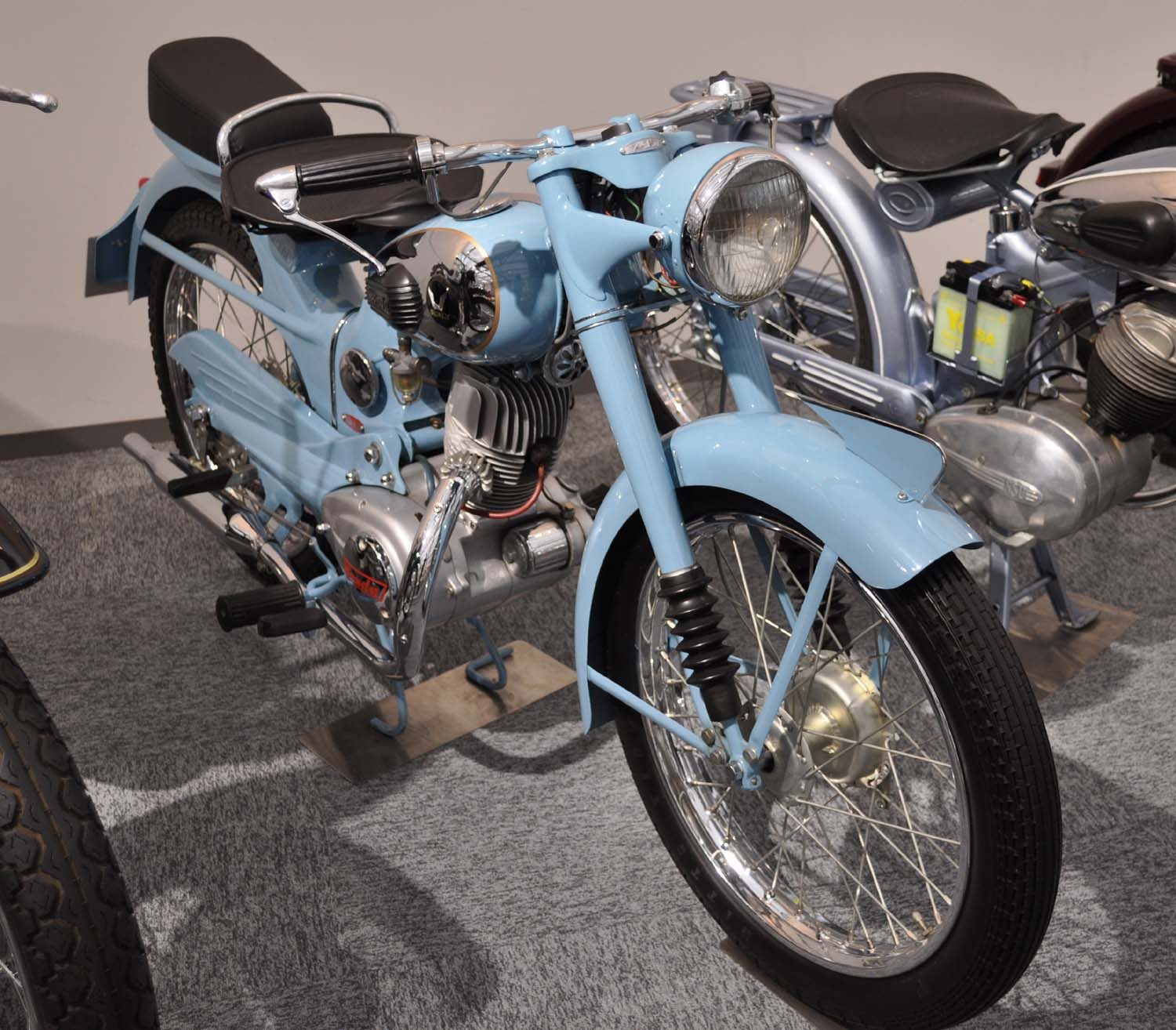
Honda Benly J

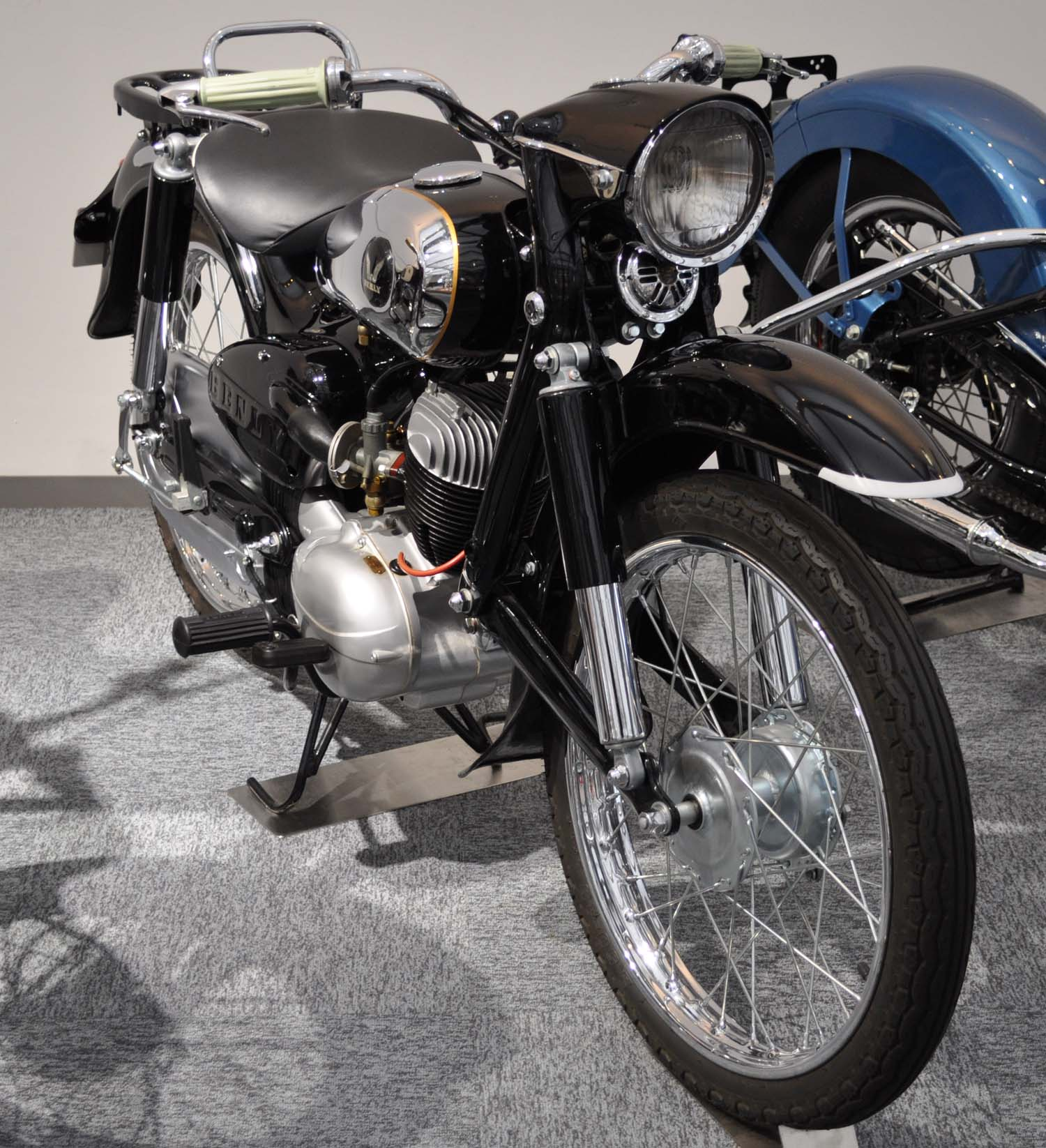
Honda Benly JC 56

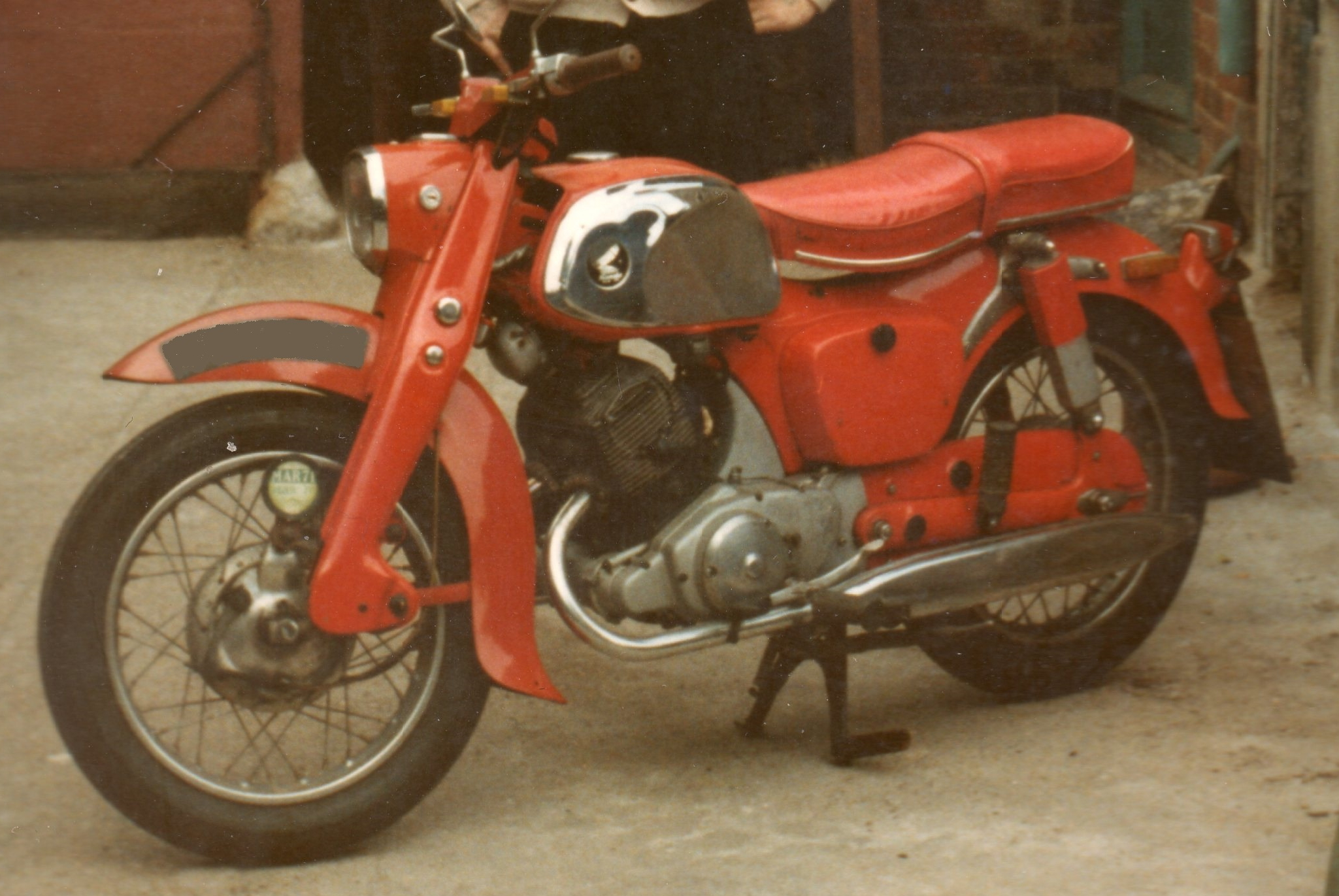
Honda C 92 Benly, het 125cc-basismodel met lage uitlaten en een plaatstalen stuur

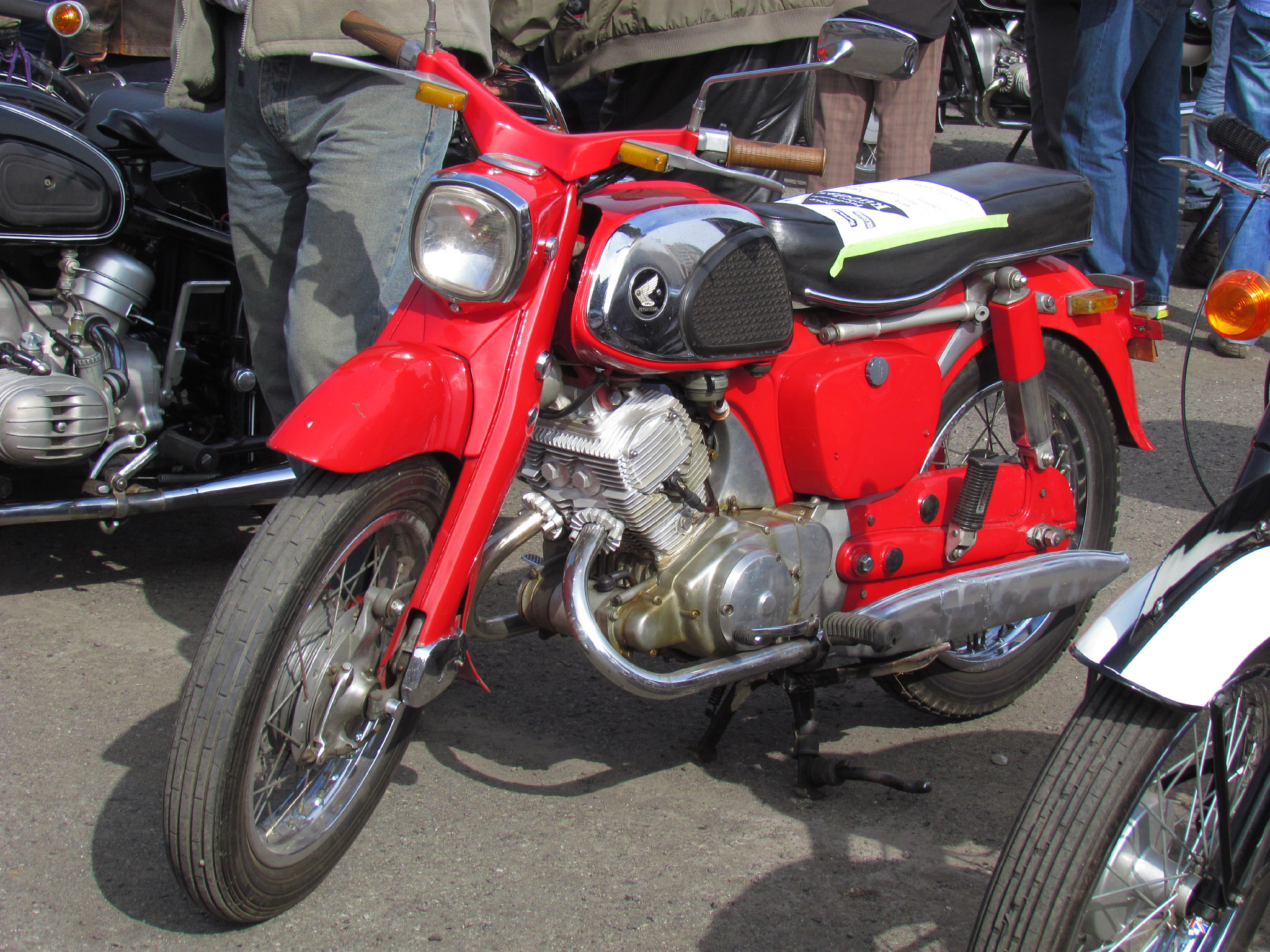
C 95 Benly, het 154cc-basismodel met lage uitlaten en een plaatstalen stuur

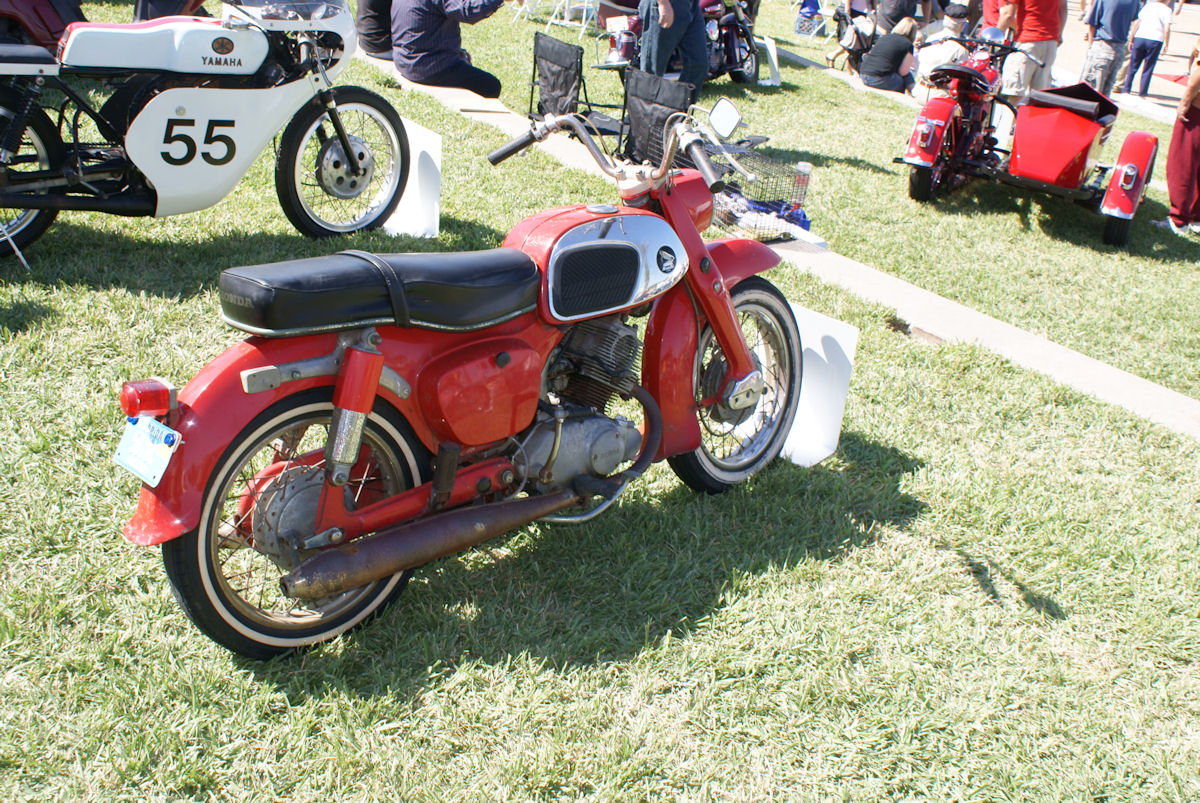
CA 95 Benly, Amerikaans model met lage uitlaten en een verhoogd buisstuur

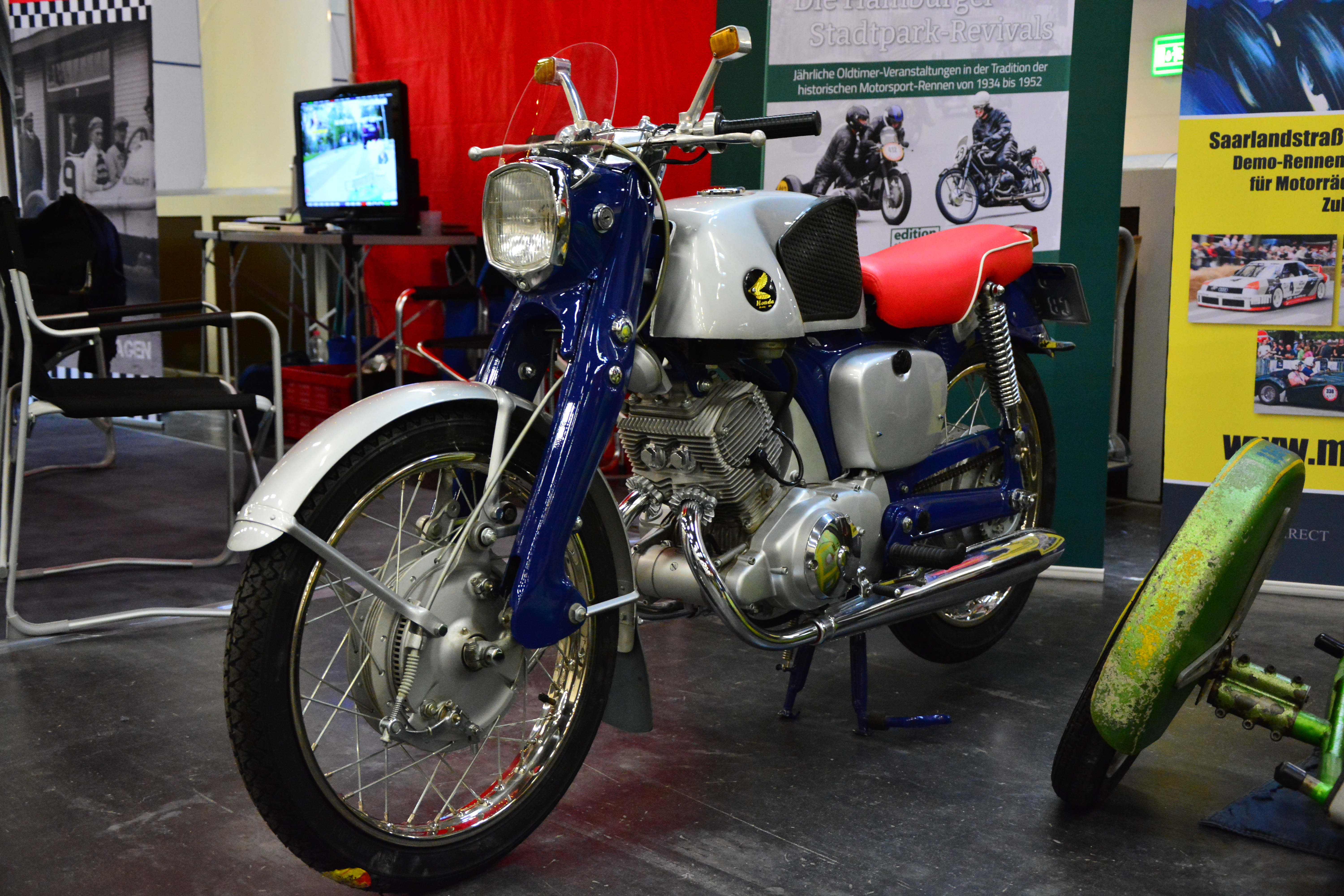
CB 92 Benly Super Sport

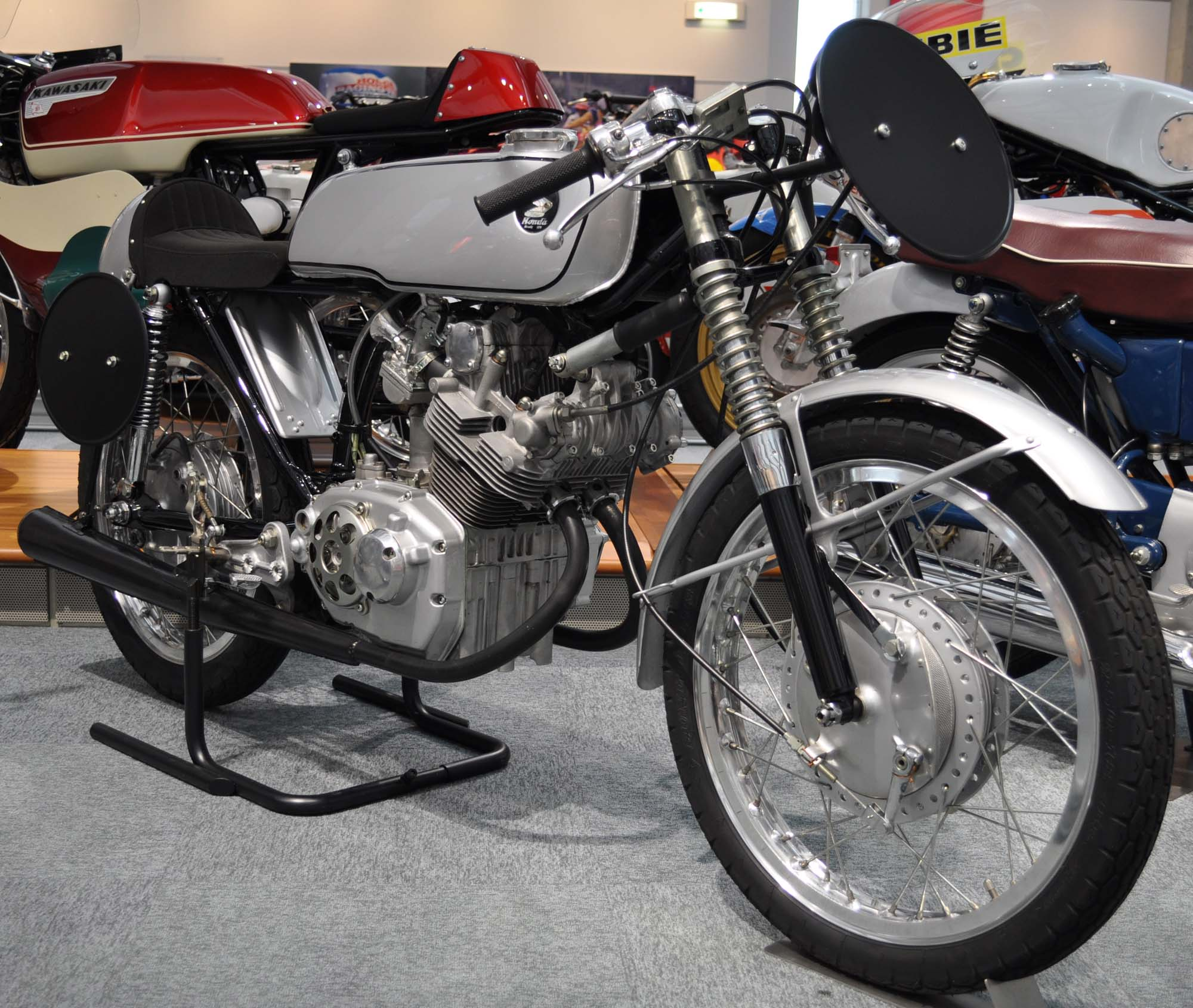
CR 93 productieracer

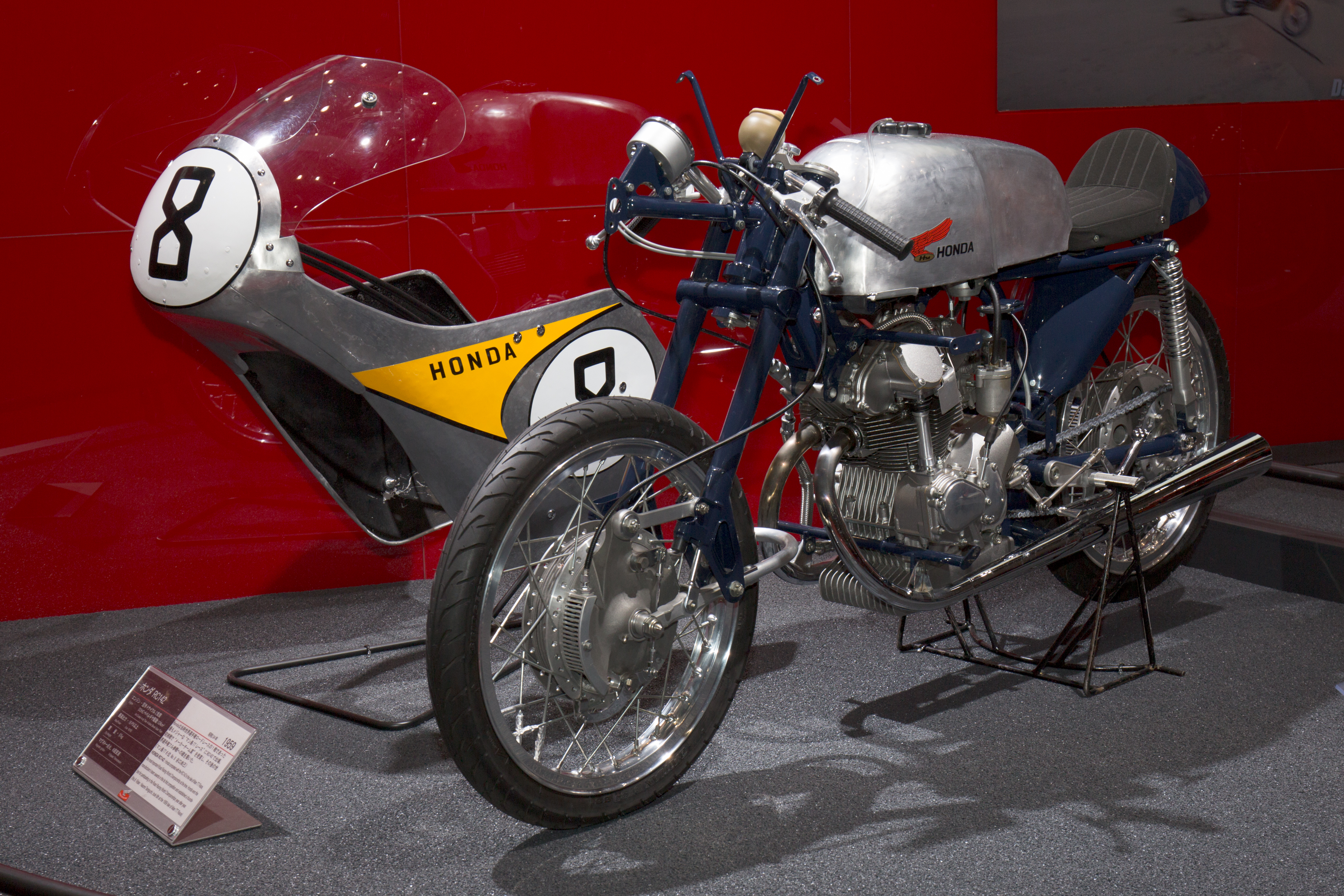
De RC 142 fabrieksracer had een koningsas voor de nokkenasaandrijving, in plaats van de ketting van de overige modellen

## Voorgeschiedenis
Honda had zich vanaf de oprichting in 1946 gericht op goedkope, makkelijk hanteerbare motorfietsjes en clip-on motoren. In 1953 waren de 160cc-Honda Dream Model 2E motorfiets en de Honda Cub F clip-on motor leverbaar, maar Honda wilde een lichtere en goedkopere commuter bike. gericht op publiek met een klein inkomen dat de machine voor woon-werkverkeer kon gebruiken.

## Eencilinders

### Benly J
In april 1953 was het eerste prototype klaar. Het betrof een motorfietsje met een 98cc-viertaktmotor in een geperst stalen ruggengraatframe. Zo'n frame was goedkoper dan een buisframe en veel beter geschikt voor massaproductie. Op de tank kreeg de Benly J een eigen beeldmerk, een stel vleugels met de naam "Benly" eronder. Het was niet moeilijk te zien dat de NSU Fox er model voor had gestaan (niemand bij Honda ontkende dat ook). Honda vond de Duitse motorfietsen veel beter toegerust voor massaproductie dan de Britse en de Italiaanse. Toch was de machine, die de naam "Benly" (afgeleid van het Japanse "Benry", wat "gemakkelijk" betekent) kreeg, bepaald geen kopie van de NSU Fox. Een heel eigen idee was de achterbrug, op het oog een swingarm, maar als "wip" geconstrueerd. Aan de achterkant was het wiel bevestigd, maar aan de voorkant van het scharnierpunt zat het motorblokje op de wip gemonteerd. Men hoopte hiermee de motortrillingen minder aan de rijder door te geven. Dat werkte goed, maar er ontstonden ook problemen door: op slechte wegen veerde het motorblokje zo hard op en neer dat de carburateur zo hard schudde dat de benzine eruit borrelde waardoor de motor begon te stotteren. Als er zware bagage meegenomen werd raakte de achterband het spatbord. Ook was de klepbediening luidruchtig en ontstonden er koelproblemen. In de eerste maand verkocht Honda al duizend Benly's, maar toen de problemen duidelijk werden stokte de verkoop.

### Benly JB
Al in 1955 volgde een verbeterde versie, de 125cc-Benly JB, een 5½pk-sterke luchtgekoelde eencilinder die nu een normale swingarm achtervering en een telescoopvork kreeg.

### Benly JC 56
De Benly JC 56 was uit 1956 weer een echte commuter bike, met het grote voorspatbord dat ook bij de latere C 70 Dream gebruikt zou worden, een Earles-type voorvork en een gesloten kettingkast.

### Benly JC 57
De Benly JC 57 werd nog in hetzelfde jaar geïntroduceerd maar week nauwelijks af van het vorige model, met uitzondering van het woord "Benly" op de accudeksels.

### Benly JC 58
De Benly JC 58 uit 1957 was sterk verbeterd. Deze machine kreeg een hydraulisch gedempte geduwde schommelvork die het weggedrag aanmerkelijk verbeterde.

## Tweecilinders

### C 92, CS 92 en CA 92 Benly
In 1959 werd de Honda Benly helemaal vernieuwd. De machine kreeg nu een tweecilinder 125cc-motor die bij 9.500 toeren per minuut 11½ pk leverde. Daarmee was de Benly sneller dan alle andere motorfietsen in zijn klasse, zelfs sneller dan zwaardere 250cc-modellen. De C 92 Benly kreeg ook een startmotor. Zo ging de Benly-serie gelijk lopen met de 250cc-Honda Dream-serie. Daar was de Honda C 71 Dream het basismodel met een plaatstalen stuur en lage uitlaten, de Honda CS 71 Dream het sportmodel met plaatstalen stuur en omhooggebogen uitlaten en de Honda CA 71 Dream het model speciaal voor de Verenigde Staten, met een hoog buisstuur. Zo werden de C 92, CS 92 en CA 92 ook opgebouwd.

### C 95, CS 95 en CA 95 Benly
Ook in lijn met de Dream-serie was het uitbrengen van een iets zwaarder model. Bij de Dream-serie waren dit de 305cc-Honda C 76 Dream, Honda CS 76 Dream en Honda CA 76 Dream, bij de Benly-serie de 154cc-C 95, CS 95 en CA 95. Zo kreeg de Benly-serie de bijnaam "Little Dream". De 154cc-modellen leverden 16½ pk bij 10.000 tpm. Toen de C 95 naar Europa kwam was dit feitelijk de Amerikaanse CA 95-versie met verhoogd buisstuur.

### CB 92 Benly Super Sport
De Benly-serie kreeg al in 1959 een echt sportmodel, de CB 92 Super Sport. Dat was een jaar eerder dan de Dream-serie, die pas in 1960 de CB 72 Super Sport kreeg. Wellicht werd de ontwikkeling versneld doordat hoofdingenieur Kiyoshi Kawashima al volop bezig was met de ontwikkeling van het prototype RC 141, een fabrieksracer voor de TT van Man. Dit prototype leverde 15,3 pk en de CB 92 Benly Super Sport kwam daar dicht bij met 15 pk bij 10.500 tpm, een ongekend hoog toerental voor een gewone wegmotorfiets. De CB 92 kreeg echter nog geen buisframe dat de racemotoren en de CB 72 Super Sport wel kregen. Wel leverde Honda - standaard te bestellen uit het onderdelenboek - diverse middelen om de CB 92 Super Sport sneller te maken, zoals magnesium remtrommels, hogere zuigers, een racezitje, achterwaarts verplaatste voetsteunen en een toerenteller op de plaats van de snelheidsmeter. In standaardraces waren 125cc-modellen van andere merken kansloos: de CB 92 kon het door zijn lage gewicht van 110 kg zelfs opnemen tegen 250cc-machines. Toch werden er - in elk geval in Nederland - niet veel CB 92 Super Sports verkocht. De machine was slechts 100 gulden goedkoper dan een 250 cc-Honda CB 72 Super Sport.

#### Isle of Man TT van 1959
Begin april 1959 reisde het Honda-raceteam onder leiding van Kiyoshi Kawashima per schip naar het eiland Man, waar men op 5 mei arriveerde. Dat was een maand voor de Isle of Man TT. De voorbereidingen waren erg slecht geweest. De rijst met bonen die in de kratten van de racemotoren waren meeverpakt waren beschimmeld en men was gedwongen een maand lang schapenvlees te eten. Ook de motoren zelf kwamen verroest uit de kratten. Kawashima had zich wel gerealiseerd dat het belangrijkste aspect van de training het verkennen van de Clypse Course zou zijn. Zijn coureurs hadden nog nooit op asfalt gereden en moesten het verloop van de baan, begrensd door huizen, troittoirbanden, rotsblokken en muren, leren kennen. Daarom nam hij naast de inmiddels doorontwikkelde Honda RC 142-fabrieksracers ook een aantal CB 92 Benly Super Sports mee. Dat had een onverwacht neveneffect: De Benly's maakten onder de eilandbevolking veel indruk, ondanks het feit dat de noppenbanden (men was immers gewend aan onverharde wegen) erg snel sleten. De coureurs moesten overal waar ze even stopten uitleggen dat hun Honda's uit Japan kwamen. Toch bleken de Honda's nog niet aan de wereldstandaard te voldoen: de kettingen rekten op, de bougies verloren hun elektroden, er brandden gaten in de zuigers en de schommelvoorvorken bleken gedateerd. Toch wist het Honda-team in de Ultra-Lightweight TT goed te scoren. Naomi Taniguchi werd zesde en scoorde daarmee het eerste Japanse punt in het wereldkampioenschap wegrace. Giichi Suzuki werd zevende, Teisuke Tanaka achtste, Junzo Suzuki werd elfde en de Amerikaanse coureur annex tolk Bill Hunt kwam ten val en viel uit. Toch kreeg Honda met deze uitslagen de teamprijs. Het gevolg was dat de Britse kranten veel aandacht besteedden aan Honda én aan de CB 72 Benly Super Sport. De Japanners moesten lachen toen ze het Benly-logo in een Britse krant ondersteboven afgedrukt zagen.

## Productieracer
In 1962 bracht Honda vier productieracers uit: de Honda CR 110 voor de 50cc-klasse, de Honda CR 93 voor de 125cc-klasse, de Honda CR 72 voor de 250cc-klasse en de Honda CR 77 voor de 350cc-klasse. De machines waren allemaal gebaseerd op de standaardmodellen Super Cub C 100, CB 92 Benly Super Sport, CB 72 Super Sport en CB 77 Super Sport. Ze hadden zelfs afdekplaatjes over de aansluiting van de kickstarter, die vanwege de duwstart bij wegraces kon vervallen.

### CR 93
Voor de CR 93 productieracer claimde Honda een vermogen van 16½ pk bij 11.500 tpm. De Honda RC 145-fabrieksracer leverde inmiddels 24 pk, waardoor het leek alsof de CR 93 nogal veel tekort kwam. Toch viel dat mee. Goede tuners konden veel meer vermogen uit het blok halen. De Nederlander Cees van Dongen reed een CR 93 die 22 pk op de been bracht.

## Technische gegevens
| Honda                  | Benly J                               | Benly JB                              | Benly JC 56                           | Benly JC 57                           | Benly JC 58                           | C 92 Benly                        | CS 92 Benly                       | CA 92 Benly                       | CB 92 Benly Super Sport           | C 95 Benly                        | CS 95 Benly                       | CA 95 Benly                       |
| ---------------------- | ------------------------------------- | ------------------------------------- | ------------------------------------- | ------------------------------------- | ------------------------------------- | --------------------------------- | --------------------------------- | --------------------------------- | --------------------------------- | --------------------------------- | --------------------------------- | --------------------------------- |
| Periode                | 1954                                  | 1955                                  | 1956                                  | 1956                                  | 1957-1958                             | 1959-1965                         | 1959-1965                         | 1959-1965                         | 1959-1965                         | 1959-1965                         | 1959-1965                         | 1959-1965                         |
| Categorie              | Toer                                  | Toer                                  | Toer                                  | Toer                                  | Toer                                  | Toer                              | Sport                             | Toer                              | Sport                             | Toer                              | Sport                             | Toer                              |
| Motortype              | Viertakt                              | Viertakt                              | Viertakt                              | Viertakt                              | Viertakt                              | Viertakt                          | Viertakt                          | Viertakt                          | Viertakt                          | Viertakt                          | Viertakt                          | Viertakt                          |
| Bouwwijze              | Luchtgekoelde staande eencilinder OHV | Luchtgekoelde staande eencilinder OHV | Luchtgekoelde staande eencilinder OHV | Luchtgekoelde staande eencilinder OHV | Luchtgekoelde staande eencilinder OHV | Luchtgekoelde paralleltwin OHC    | Luchtgekoelde paralleltwin OHC    | Luchtgekoelde paralleltwin OHC    | Luchtgekoelde paralleltwin OHC    | Luchtgekoelde paralleltwin OHC    | Luchtgekoelde paralleltwin OHC    | Luchtgekoelde paralleltwin OHC    |
| Boring                 | Onbekend                              | Onbekend                              | Onbekend                              | Onbekend                              | Onbekend                              | Onbekend                          | Onbekend                          | Onbekend                          | 44 mm                             | Onbekend                          | Onbekend                          | Onbekend                          |
| Slag                   | Onbekend                              | Onbekend                              | Onbekend                              | Onbekend                              | Onbekend                              | Onbekend                          | Onbekend                          | Onbekend                          | 41 mm                             | Onbekend                          | Onbekend                          | Onbekend                          |
| Cilinderinhoud         | 98 cc                                 | 124 cc                                | 124 cc                                | 124 cc                                | 124 cc                                | 124 cc                            | 124 cc                            | 124 cc                            | 124,7 cc                          | 154 cc                            | 154 cc                            | 154 cc                            |
| Carburateur(s)         | 1 × Keihin                            | 1 × Keihin                            | 1 × Keihin                            | 1 × Keihin                            | 1 × Keihin                            | 1 × Keihin 18 mm                  | 1 × Keihin 18 mm                  | 1 × Keihin 18 mm                  | 1 × Keihin                        | 1 × Keihin 20 mm                  | 1 × Keihin 20 mm                  | 1 × Keihin 20 mm                  |
| Smeersysteem           | Dry-sump                              | Dry-sump                              | Dry-sump                              | Dry-sump                              | Dry-sump                              | Dry-sump                          | Dry-sump                          | Dry-sump                          | Dry-sump                          | Dry-sump                          | Dry-sump                          | Dry-sump                          |
| Compressieverhouding   | Onbekend                              | Onbekend                              | Onbekend                              | Onbekend                              | Onbekend                              | 8,3:1                             | 8,3:1                             | 8,3:1                             | 10:1                              | 9,7:1                             | 9,7:1                             | 9,7:1                             |
| Max. Vermogen          | 3,8 pk                                | 5,5 pk                                | 5,5 pk                                | 5,5 pk                                | 5,5 pk                                | 11,5 pk bij 9.500 tpm             | 11,5 pk bij 9.500 tpm             | 11,5 pk bij 9.500 tpm             | 15 pk bij 10.500 tpm              | 16,5 pk bij 10.000 tpm            | 16,5 pk bij 10.000 tpm            | 16,5 pk bij 10.000 tpm            |
| Primaire aandrijving   | Tandwielen                            | Tandwielen                            | Tandwielen                            | Tandwielen                            | Tandwielen                            | Tandwielen                        | Tandwielen                        | Tandwielen                        | Tandwielen                        | Tandwielen                        | Tandwielen                        | Tandwielen                        |
| Koppeling              | Meervoudige natte platenkoppeling     | Meervoudige natte platenkoppeling     | Meervoudige natte platenkoppeling     | Meervoudige natte platenkoppeling     | Meervoudige natte platenkoppeling     | Meervoudige natte platenkoppeling | Meervoudige natte platenkoppeling | Meervoudige natte platenkoppeling | Meervoudige natte platenkoppeling | Meervoudige natte platenkoppeling | Meervoudige natte platenkoppeling | Meervoudige natte platenkoppeling |
| Versnellingen          | 3                                     | 3                                     | 4                                     | 4                                     | 4                                     | 4                                 | 4                                 | 4                                 | 4                                 | 4                                 | 4                                 | 4                                 |
| Secundaire aandrijving | Ketting                               | Ketting                               | Ketting                               | Ketting                               | Ketting                               | Ketting                           | Ketting                           | Ketting                           | Ketting                           | Ketting                           | Ketting                           | Ketting                           |
| Rijwielgedeelte        | Plaat-ruggengraatframe                | Plaat-ruggengraatframe                | Plaat-ruggengraatframe                | Plaat-ruggengraatframe                | Plaat-ruggengraatframe                | Plaat-ruggengraatframe            | Plaat-ruggengraatframe            | Plaat-ruggengraatframe            | Plaat-ruggengraatframe            | Plaat-ruggengraatframe            | Plaat-ruggengraatframe            | Plaat-ruggengraatframe            |
| Voorvork               | Telescoopvork                         | Telescoopvork                         | Earles-type schommelvoorvork          | Earles-type schommelvoorvork          | Geduwde schommelvork                  | Geduwde schommelvork              | Geduwde schommelvork              | Geduwde schommelvork              | Geduwde schommelvork              | Geduwde schommelvork              | Geduwde schommelvork              | Geduwde schommelvork              |
| Achtervork             | Wipsysteem                            | Swingarm                              | Swingarm                              | Swingarm                              | Swingarm                              | Swingarm                          | Swingarm                          | Swingarm                          | Swingarm                          | Swingarm                          | Swingarm                          | Swingarm                          |
| Remmen                 | Trommelremmen voor en achter          | Trommelremmen voor en achter          | Trommelremmen voor en achter          | Trommelremmen voor en achter          | Trommelremmen voor en achter          | Trommelremmen voor en achter      | Trommelremmen voor en achter      | Trommelremmen voor en achter      | Trommelremmen voor en achter      | Trommelremmen voor en achter      | Trommelremmen voor en achter      | Trommelremmen voor en achter      |
| Tankinhoud             | Onbekend                              | Onbekend                              | Onbekend                              | Onbekend                              | Onbekend                              | 10,1 liter                        | 10,1 liter                        | 10,1 liter                        | 10,5 liter                        | 10,1 liter                        | 10,1 liter                        | 10,1 liter                        |
| Droog gewicht          | Onbekend                              | Onbekend                              | Onbekend                              | Onbekend                              | Onbekend                              | Onbekend                          | Onbekend                          | Onbekend                          | 110 kg                            | Onbekend                          | Onbekend                          | Onbekend                          |